# 森林裡的孤獨
森林裡的孤獨，是孤獨的一種，發生在森林中。

## 宗教
森林是個遠離世俗的地方，包括印度教、佛教、道教和基督教都常選擇利用森林裡的孤獨來作修行。在印度教傳統中有「隱居森林」的概念，上座部佛教經典《巴利三藏》的《中部》〈林藪經〉也講述此主題，泰國佛教修行中進一步發展出森林派，知名人物有阿姜查。西方傳統則有亞西西的方濟各曾在義大利中部的森林裡獨自待過。

## 藝術
森林裡的孤獨是許多藝術作品的主題，特別是在浪漫主義時期的德國作品。西方繪畫大約在文藝復興已開始出現此一主題，並在浪漫主義時期進一步發展。有別於一般風景畫中的森林，這些作品中避免出現人群或大量的動物。森林裡的孤獨也出現在一些音樂中，如華格納的齊格菲和帕西法爾。許多童話故事，如糖果屋、小紅帽等都發生在森林中。其他文學作品有梭羅的《湖濱散記》講述其在森林中兩年的生活，包括一個章節專門討論寂寞。此主題在浪漫主義之後仍不時出現，例如吉卜林的《叢林奇譚》，主角獨自在印度的雨林中由狼帶大，或是托爾金的奇幻作品。

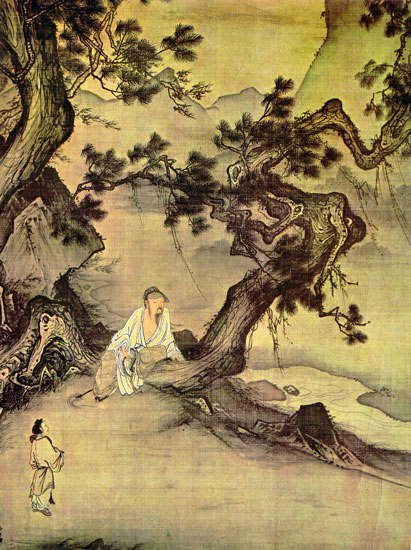
《靜聽松風圖》，馬麟（1180-1265）
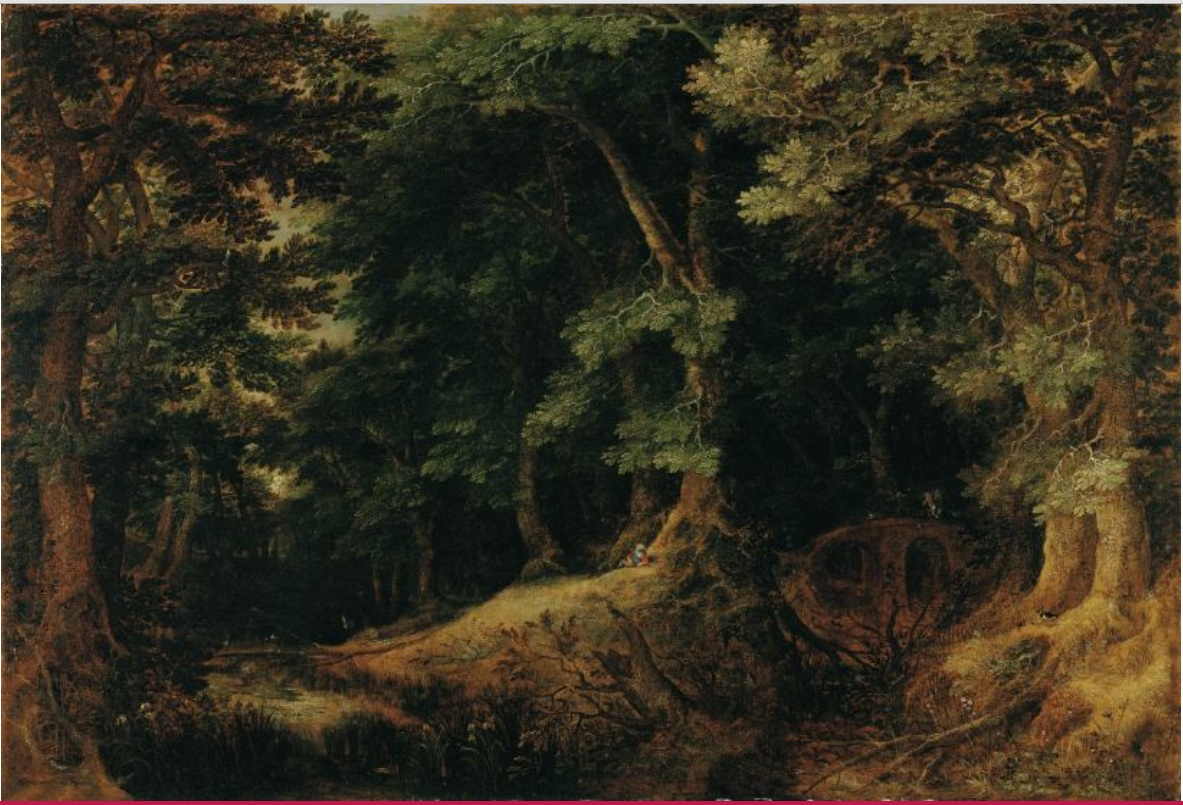
《森林地景》（Woudlandskap），Gillis van Coninxloo （1544–1607）
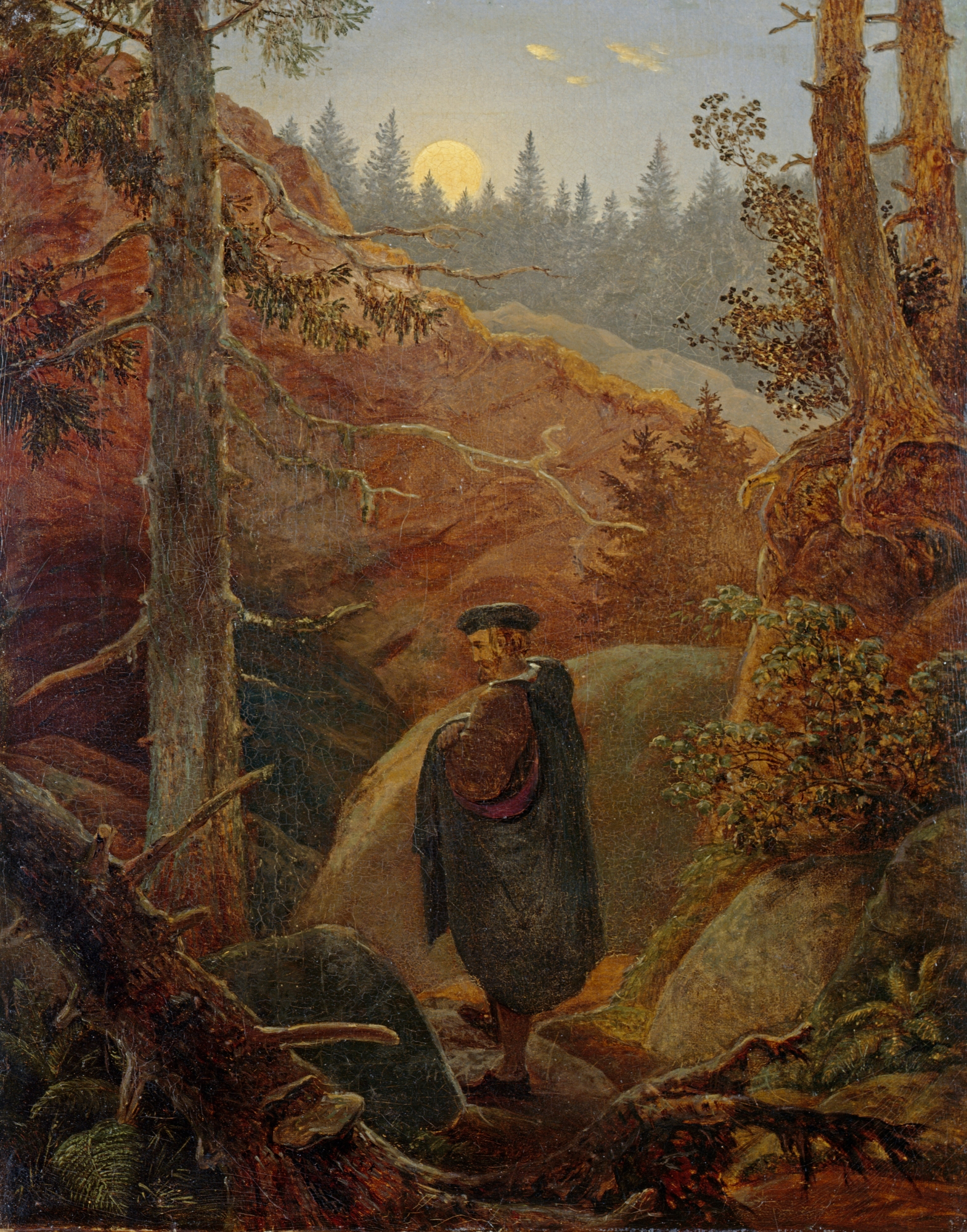
《山裡的浮士德》（Faust im Gebirge），Carl Gustav Carus，1821年
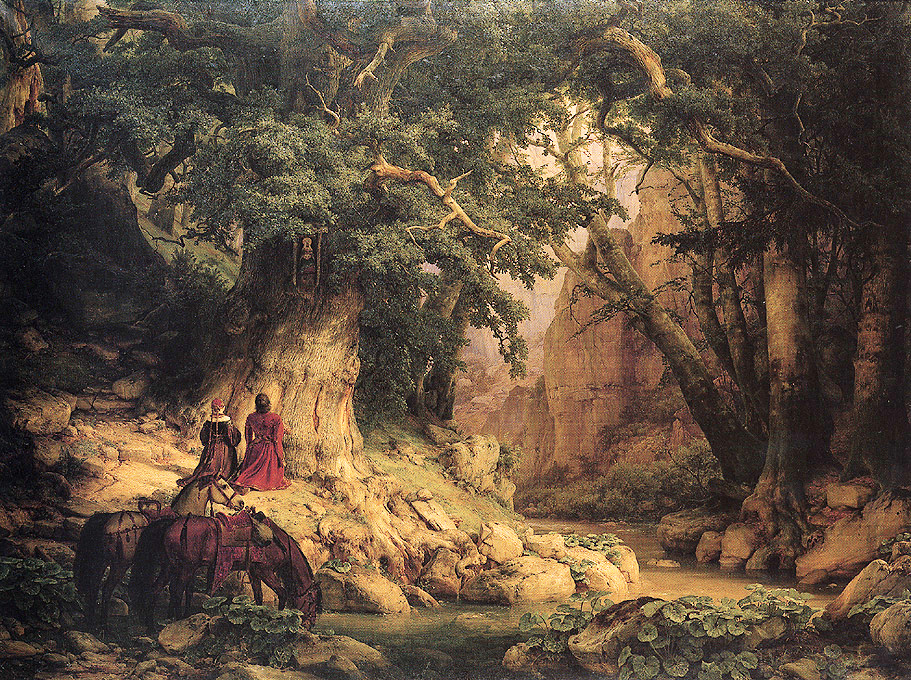
《千年橡樹》（Die tausendjährige Eiche），Carl Friedrich Lessing，1837年
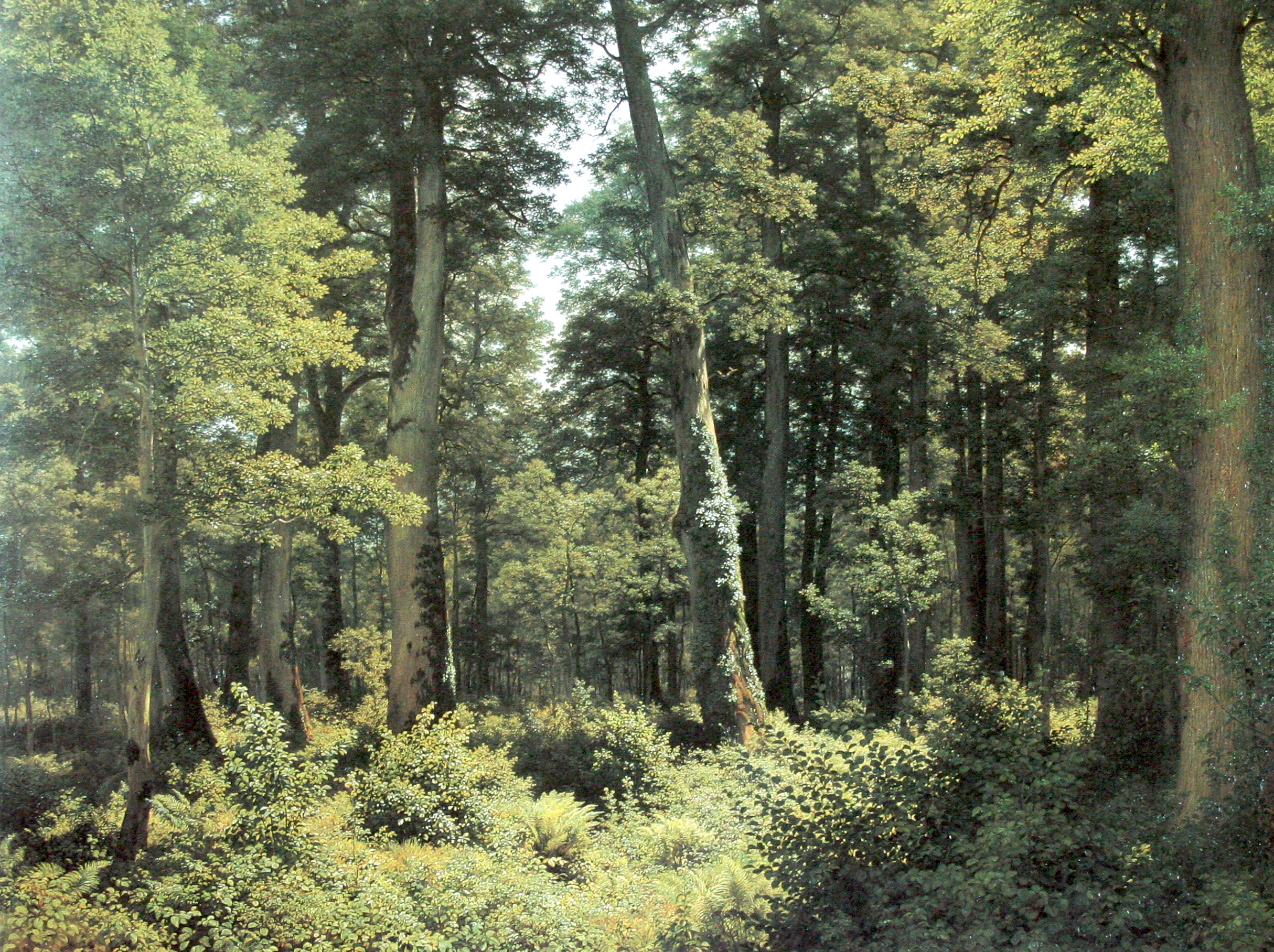
《橡木林》（Eichenwald），Robert Zünd，1882年
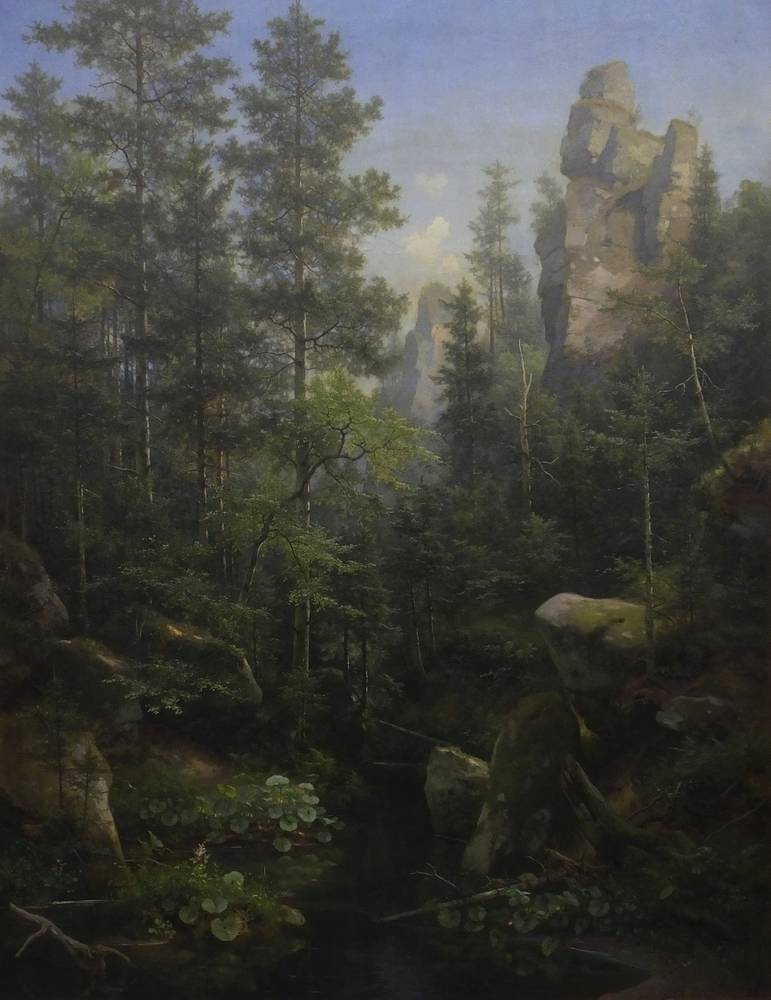
《森林裡的孤獨和岩柱》（Waldeinsamkeit mit Felstürmen），Eduard Leonhardi，1887年
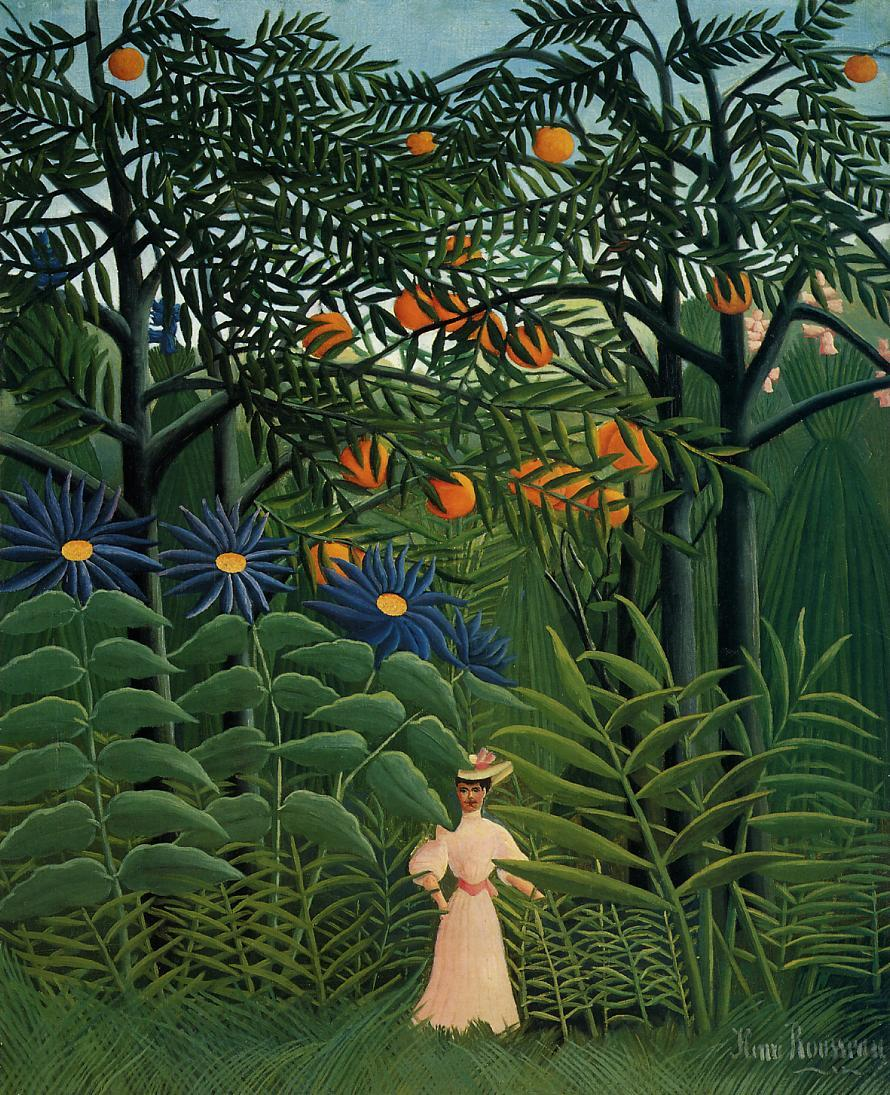
《女人在充滿異國風情的森林裡散步》（Femme se promenant dans une forêt exotique），Henri Rousseau，1905年